# Classe Pionier Moskvyy
Le unità appartenenti alla classe Mikhail Rudnitsky (progetti 05360 e 05361 secondo la classificazione russa, i cui progetti erano ampiamente basati su quello delle navi da carico della classe Pioner Moskvy, ovvero progetto 1590P) sono navi progettate per fornire assistenza durante le operazioni di recupero e salvataggio degli equipaggi dei sottomarini in difficoltà. La designazione russa per queste unità è in russo спасательное судно?, spasatel'noe sudno, "nave da salvataggio", abbreviato SS.

## Sviluppo
Lo scafo di queste unità è lo stesso di una classe di navi progettate per il trasporto di legname, che erano costruite presso il cantiere di Vyborg (classe Pioner Moskvy, ovvero progetto 1590P). Alcuni scafi vennero convertiti per il nuovo uso. Inoltre, con l'andare del tempo, sono anche state sottoposte ad estese modifiche.
Infatti, due unità sono state potenziate mediante l'aggiunta di aste estendibili per favorire il sollevamento dei DSRV. Una è stata convertita per il trasporto dei sottomarini. L'ultima unità è apparentemente usata per attività di «ricerca» non ben specificate.

## Il servizio
Tutte le navi di questa classe vengono utilizzate per il supporto a lavori di «ingegneria oceanica». In particolare, ogni nave può imbarcare due piccoli DSRV della classe Priz: infatti, hanno delle attrezzature speciali per mettere in acqua i minisommergibili anche in caso di mare agitato.
Attualmente, nella marina militare russa risultano attive una quattro di unità (dati del 2023).
Progetto 05360
- Michail Rudnickij: entrata in servizio nel 1978 ed attualmente operativa nella Flotta del Nord (fino al 1994 nella Flotta del Mar Nero).[1] Uno dei suoi DSRV riuscì a sentire dei segnali a bordo del sommergibile Kursk.
- Georgij Koz'min: entrata in servizio nel 1979 ed attualmente operativa nella Flotta del Pacifico. Imbarca il DSRV AS-30 della classe Priz.

Progetto 05361

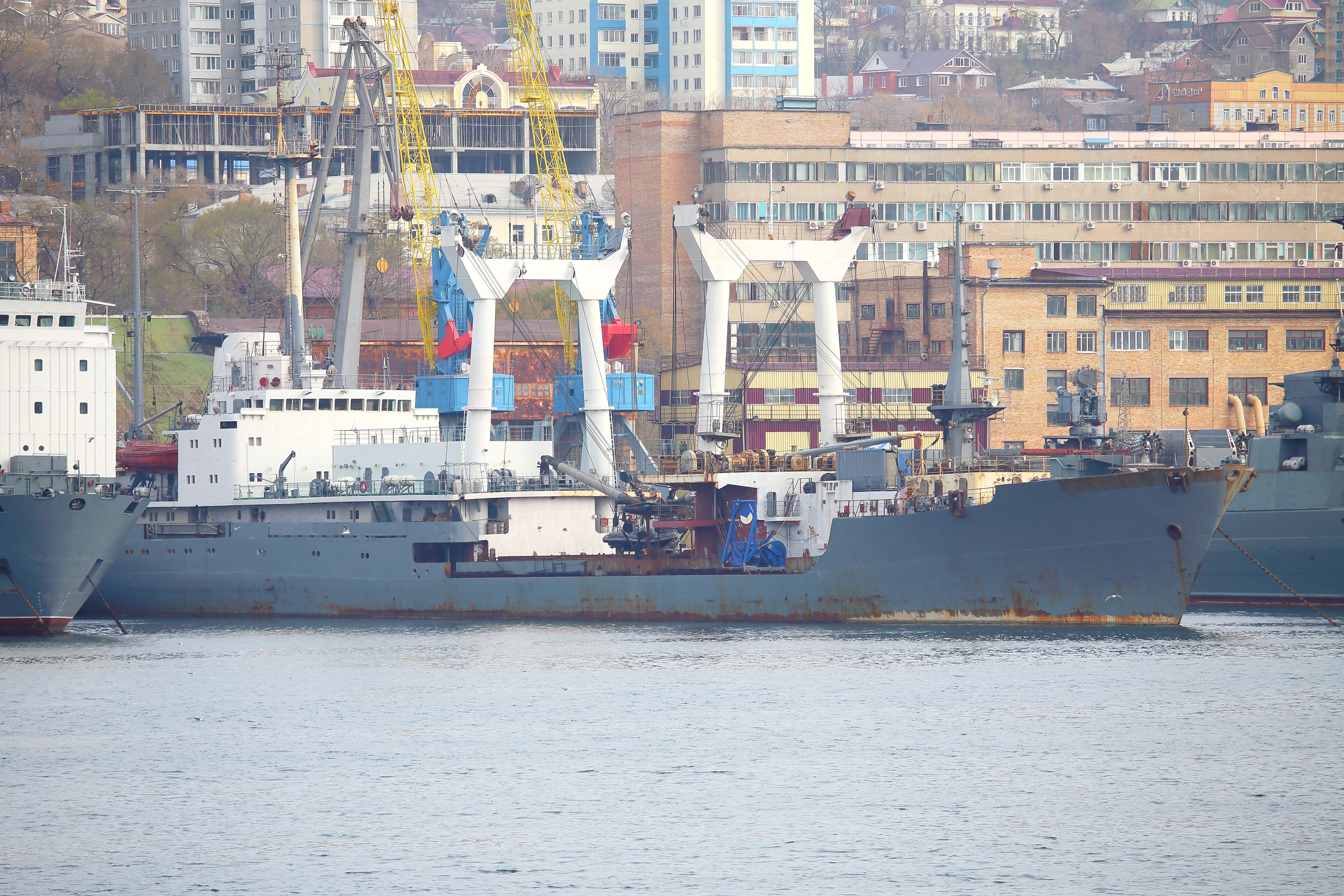
La Sajany (progetto 05361) nel cantiere di riparazioni navali di Vladivostok nel 2016

- Georgij Titov: entrata in servizio nel 1982 ed attualmente operativa nella Flotta del Nord. Imbarca il DSRV AS-34 della classe Priz.
- Sajany: entrata in servizio nel 1983 ed attualmente operativa nella Flotta del Mar Nero (fino al 2016 nella Flotta del Pacifico).[2] Imbarca il DSRV AS-28 della classe Priz fino al 2016.[5]